# Комінтерн (Адигея)
Комінтерн (рос. Коминтерн; адиг. Коминтерн) — хутір Майкопського району Адигеї Росії. Входить до складу Красноульського сільського поселення.
Населення — 276 осіб (2015 рік).